# Elizabeth Tadich
Elizabeth Tadich (* 11. Oktober 1976) ist eine ehemalige australische Radrennfahrerin.
1995 wurde Tadich australische Meisterin im Straßenrennen. 1997 errang sie bei den Straßen-Weltmeisterschaften in San Sebastián die Silbermedaille im Straßenrennen. Im Jahr darauf wurde sie jeweils Dritte in der Gesamtwertung der Canberra Women’s Classic sowie bei der australischen Straßenmeisterschaft.
Im Januar 2000 wurde Tadich bei einem Unfall mit einem Auto, das in eine Gruppe von 16 Radsportlern gefahren war, verletzt; durch diesen Unfall konnte sie nicht an den nationalen Meisterschaften teilnehmen und sich für die Olympischen Spiele in Sydney qualifizieren. Vier Jahre zuvor hatte sie sich aus ungeklärten Gründen freiwillig aus dem australischen Olympiateam zurückgezogen. 2001 wurde sie nochmals australische Vizemeisterin auf der Straße. 2002 beendete sie ihre Radsport-Karriere.
1997 wurde Elizabeth Tadich in Australien zur Female Road Cyclist of the Year gekürt.